# Кучера, Иоганн Непомук фон
Барон (с 1819 года) Иоганн Непомук фон Кучера (нем. Johann Nepomuk von Kutschera; 1766, Прага, Земли Чешской короны — 20 апреля 1832, Вена) — австрийский фельдцейхмейстер (генерал от инфантерии; 1832), александровский кавалер (1823).

## Биография
Родился в 1766 года в Праге в незнатной семье чешского происхождения. Наиболее известен своим участие в боевых действиях Наполеоновских войн и особенно Войны шестой коалиции. Начиная ещё с 1805 года являлся генерал-адъютантом австрийского императора Франца и одним из его ключевых советников по военным вопросам. С 1813 года — фельдмаршал-лейтенант (генерал-лейтенант).
Был лично знаком русскому императору Александру I (Александр и Франц, каждый со своей свитой, в годы Войны шестой коалиции вместе находились в действующей армии), и был награждён им Орденом Святой Анны I степени (27 августа 1813), а десять лет спустя — и орденом Святого Александра Невского (5 января 1823). 
В 1819 году Кучера получил от императора Франца баронский титул, который тогда же был пожалован двум его братьям. В 1832 году был повышен на австрийской службе до фельдцейхмейстера (генерала от инфантерии). Входил в число личных друзей императора Франца; во время музицирования (одно из любимых развлечений императора) находился в числе его постоянных партнёров по любительскому квартету. 
Скончался барон Иоганн Непомук фон Кучера в том же 1832 году в Вене.